# Lou Reed
Lewis Allen Reed, més conegut com a Lou Reed, (Ciutat de Nova York, 2 de març de 1942 - Long Island, 27 d'octubre de 2013) va ser un cantant, músic i poeta estatunidenc, considerat com una de les icones més importants de la història del rock. Va influir de manera notable en corrents com el rock alternatiu, el glam o el punk. És l'autor de cançons com «Heroin», «Walk on the wild side», «Perfect Day», «Sweet Jane» o «I'm waiting for the man», així com dels àlbums Berlin, considerat la seva obra mestra, Transformer i Rock n Roll Animal, un dels cims del rock en directe.

## Biografia
Va començar la seva carrera musical el 1964 com a líder del grup The Velvet Underground, sota els auspicis d'Andy Warhol a la seva Factory. Amb temes relatant la negror de la vida urbana i un so brut i experimental, el grup anava completament a contracorrent de l'esperit hippy i flower power de l'època, pel que va obtenir molt poc ressò. Malgrat això, amb el pas del temps, va ser considerat com un dels grups més influents de la seva època. Brian Eno va declarar: «De llur primer àlbum només se'n van vendre 30.000 exemplars, però cada comprador d'aquests 30.000 exemplars va fundar un grup de rock».
A partir del 1972 va dedicar-se a la música en solitari, on gaudí d'una àmplia carrera. Durant aquesta, però, va encarnar l'artista intransigent amb la seva llibertat creativa, barallant-se amb discogràfiques, periodistes i col·legues, el que el va fer restar força marginal. Només va gaudir de l'estrellat popular internacional a principi dels anys 70, especialment amb l'àlbum Transformer, produït per David Bowie. Finalment, el seu personatge fosc, portaveu d'homosexuals, travestis i sadomasoquistes, va acabar sent més reconegut a Europa que al seu país, on també es van apreciar les seves qualitats literàries.
L'abril del 2013 s'havia sotmès a un trasplantament de fetge, i el 27 d'octubre del mateix va morir, a causa de complicacions derivades d'aquest tractament, segons va comentar el seu metge, Charles Miller.
Lou Reed va declarar ser un gran admirador de la poesia catalana del segle xx. Des del 1975, actuà amb freqüència als Països Catalans, entre d'altres al Festival Internacional de Benicàssim (2004). El 2007 va participar en una lectura de poemes a Nova York dins del marc dels actes «Made in CataluNYa», organitzats per l'Institut Ramon Llull. Al festival de poesia Kosmopolis de Barcelona (2008) va recitar l'obra de poetes contemporanis catalans, i al Festival de la Porta Ferrada (2009) va presentar l'espectacle The Yellow Pony.
Són menys conegudes les seves facetes de fotògraf i d'actor, tot i que va arribar a participar en pel·lícules com Blue in the Face, de Paul Auster i Wayne Wang (1995) Lulu on the Bridge, de Paul Auster (1998) o Prozac Nation, d'Erik Skjoldbjærg (2001).

## Discografia

### Amb Velvet Underground
- The Velvet Underground and Nico (1966, editat el 1967)
- White Light/White Heat (1967, editat el 1968)
- The Velvet Underground (1968, editat el 1969)
- Loaded (1970)

### En solitari
| - Lou Reed (1972) - Transformer (1972) - Berlin (1973) - Sally Can't Dance (1974) - Metal Machine Music (1975) - Coney Island Baby (1976) - Rock 'n' Roll Heart (1976) - Street Hassle (1978) - The Bells (1979) - Growing Up in Public (1980) - The Blue Mask (1982) - Legendary Hearts (1983) - New Sensations (1984) - Mistrial (1986) - New York (1989) - Songs for Drella amb John Cale (1990) - Magic and Loss (1992) - Set the Twilight Reeling (1996) - Ecstasy (2000) - The Raven (2003) - Hudson River Wind Meditations (2007) - Lulu amb el grup Metallica (2011) | - Rock n Roll Animal (1974) - Lou Reed Live (1975) - Live: Take No Prisoners (1978) - Live in Italy (1984) - Live in Concert (A re-issue of the above album) (1996) - Perfect Night: Live in London (1998) - American Poet (2001) - Animal Serenade (2004) - Le Bataclan '72, amb John Cale i Nico (2004) - The Stone: Issue Three, amb John Zorn i Laurie Anderson (2008) - The Creation of the Universe amb The Metal Machine Trio (2008) - Berlin: Live at St. Ann's Warehouse (2008) - The Creation of the Universe (2008) |

## Filmografia
- One-Trick Pony (1980) com a Steve Kunelian
- Get Crazy (1983) com a Auden
- Rock & Rule (1983) veu de Mok quan canta
- Permanent Record (1988) com a ell mateix
- Faraway, So Close! (1993) com a ell mateix
- Blue in the Face (1995) com a "l'home de les ulleres estranyes"
- Lulu on the Bridge (1998) com a "No Lou Reed"
- Prozac Nation (2001) com a ell mateix
- Berlin: Live At St. Ann's Warehouse (2008)
- Palermo Shooting (2008) com a ell mateix